# Chrysler Concorde
Chrysler Concorde – samochód osobowy klasy wyższej, a następnie klasy luksusowej produkowany pod amerykańską marką Chrysler w latach 1992 – 2004.

## Pierwsza generacja

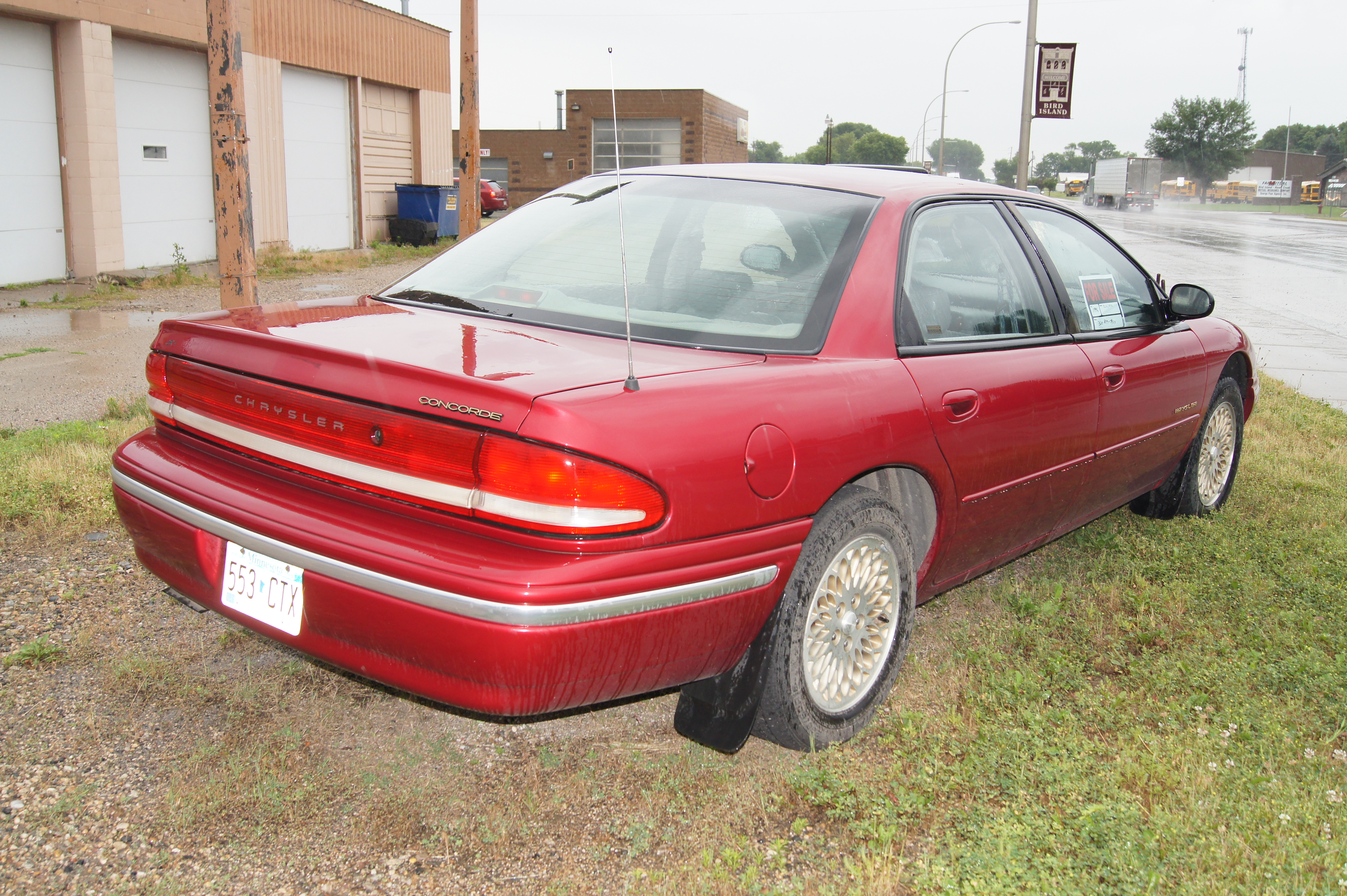
Chrysler Concorde I - tył

Chrysler Concorde I został zaprezentowany po raz pierwszy w 1992 roku.
W 1992 roku Chrysler zaprezentował trzy bliźniacze konstrukcje opracowane wspólnie z markami Dodge i Eagle na nowej platformie Chrysler LH platform. Autorski model Chryslera otrzymał nazwę Concorde i podobnie jak Dodge Intrepid i Eagle Vision, wyróżniał się aerodynamicznym kształtem nadwozia, podłużną maską i nisko poprowadzoną linią dachu.
Sam Concorde charakteryzował się z kolei innym wyglądem tylnej części nadwozia i zmodyfikowanym pasem przednim. Charakterystycznym elementem modelu Chryslera była plastikowa nakładka łącząca tylne lampy, a także opcjonalne dwukolorowe malowanie nadwozia. Samochód miał też najbardziej luksusowy charakter, będąc najdroższym z trzech sedanów koncernu.

### Silniki
- V6 3.3l EGA
- V6 3.5l EGE

### Dane techniczne
- V6 3,5 l (3518 cm³), 4 zawory na cylinder, DOHC
- Układ zasilania: wtrysk
- Średnica cylindra × skok tłoka: 96,00 mm × 81,00 mm
- Stopień sprężania: 9,9:1
- Moc maksymalna: 237 KM (175 kW) przy 6000 obr./min
- Maksymalny moment obrotowy: 327 N•m przy 4400 obr./min

## Druga generacja

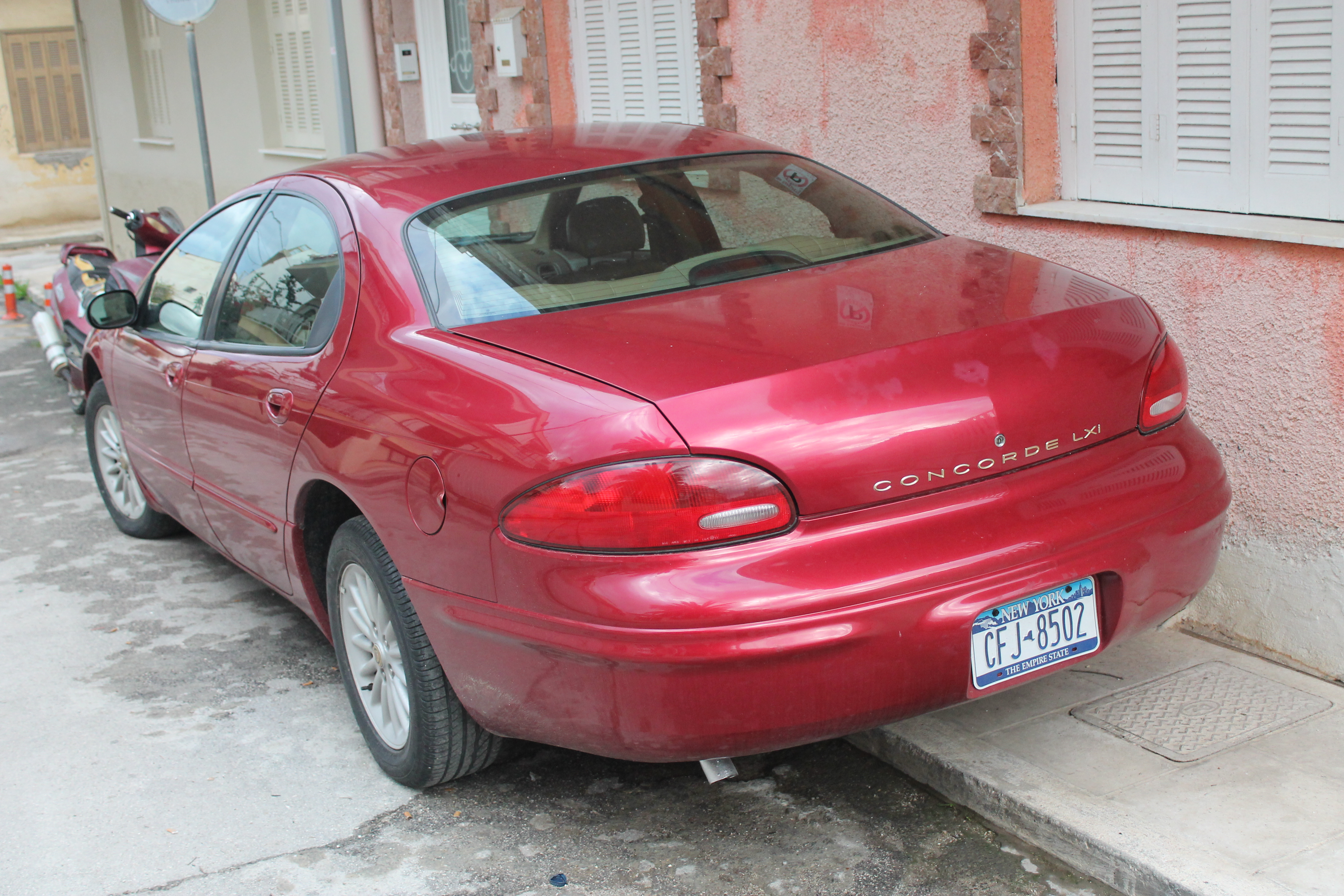
Chrysler Concorde II - tył

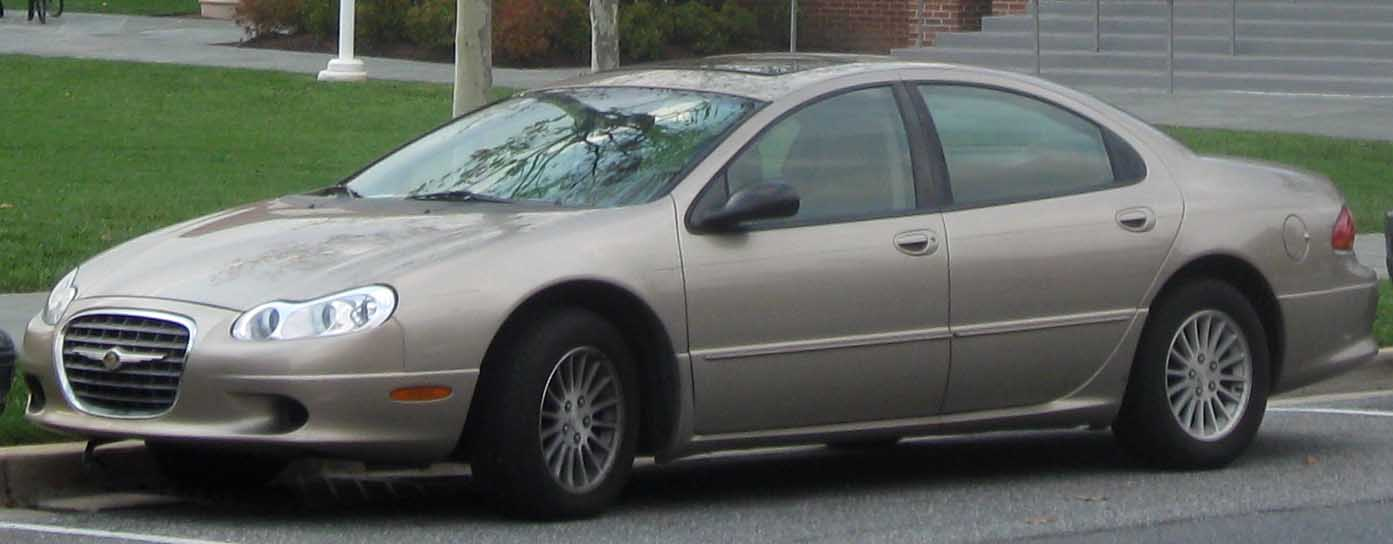
Chrysler Concorde II po liftingu

Chrysler Concorde II został zaprezentowany po raz pierwszy w 1997 roku.
Chrysler Concorde drugiej generacji został zaprezentowany pod koniec 1997 roku, przechodząc gruntowną metamorfozę w stosunku do poprzednika. Samochód zyskał bardziej zaokrąglone nadwozie, z charakterystycznymi wielokształtnymi reflektorami i masywnymi, narożnymi tylnymi lampami. Nadwozie stało się też wyraźnie dłuższe, co było zasługą zmodernizowanej platformy Chrysler LH platform. 

### Lifting
W 2002 roku samochód przeszedł gruntowną modernizację, w ramach której zmienił się głównie wygląd przedniej części nadwozia. Atrapa chłodnicy stała się mniejsza, ale zajmowała inną powierzchnię pasa przedniego, rozciągając się tym razem aż do maski. Umieszczono na niej zarówno logo producenta, jak i miejsce na tablicę rejestracyjną.

### Koniec produkcji i następca
W sierpniu 2004 roku Chrysler podjął decyzję o wycofaniu z oferty modelu Concorde, zastępując go zupełnie nowym, mniejszym modelem 300. W ten sposób uproszczono ofertę dużych sedanów, gdyż pojazd ten zastąpił jednocześnie także mniejszą limuzynę 300M.

### Silniki
- V6 2.7l EER
- V6 3.2l EGW
- V6 3.5l EGJ
- V6 3.5l EGG

### Dane techniczne
- V6 2,7 l (2736 cm³), 4 zawory na cylinder, DOHC
- Układ zasilania: wtrysk
- Średnica cylindra × skok tłoka: 86,00 mm × 78,50 mm
- Stopień sprężania: 9,7:1
- Moc maksymalna: 203 KM (175 kW) przy 5800 obr./min
- Maksymalny moment obrotowy: 258 N•m przy 4850 obr./min